# Мандрика Іван Кирилович
Іван Кирилович Мандри́ка (нар. 23 вересня 1911, Охтирка — пом. 8 травня 1994, Харків) — український графік; член Харківської організації Спілки художників України з 1958 року.

## Біографія
Народився 23 вересня 1911 року у місті Охтирці (тепер Сумська область, Україна). У 1930-х роках навчався у робітничих студіях Харкова. З 1934 року працював плакатистом при клубі зв'язку, з 1937 року — у 1-му Комсомольському кінотеатрі імені Карла Лібкнехта.
Брав участь у німецько-радянській війні. Нагороджений орденами Вітчизняної війни І-го (8 квітня 1985) і II-го (16 квітня 1945) ступеня, Червоної Зірки (19 липня 1943), Червоного Прапора (21 березня 1945). Член КПРС.
З 1946 року працював оформлювачем у майстернях Художнього фонду Харкова, з 1951 року — у Товаристві художників. Жив у Харкові будинку на вулиці Культури № 20, квартира 8. Помер у Харкові 8 травня 1994 року.

## Творчість
Працював в галузі станкової графіки, сатири та плаката. Його карикатури, побутові сатиричні малюнки друкувалися з 1949 року у газетах «Правда», «Соціалістична Харківщина», журналах. Серед робіт:
карикатури
- «Робота Ради безпеки» (1951);
- «Платформа» (1951);
- «Нудьга за Україною, або Бабка Бібісіха» (1957);
- «Трюк брудних рук» (1970-ті);

плакати
- «1917–1967» (1967);
- «Є така партія» (1969).

Брав участь у всеукраїнських та всесоюзних виставках з 1951 року, зарубіжних з 1957 року.